# Котъл (окръг, Тексас)
Окръг Котъл (на английски: Cottle County) е окръг в щата Тексас, Съединени американски щати. Площта му е 2336 km², а населението - 1904 души (2000). Административен център е град Падука.